# Little Lawford
Little Lawford – osada w Anglii, w hrabstwie Warwickshire, w dystrykcie Rugby. Leży 23 km na północny wschód od miasta Warwick i 128 km na północny zachód od Londynu.